# It's Alive 1974-1996
It's Alive 1974-1996 è un doppio DVD live della band punk Ramones.
È stato pubblicato il 2 ottobre 2007 dalla Rhino Records.
Comprende 118 tracce da 33 concerti in otto nazioni, che spaziano nell'intera carriera del gruppo, dal 1974 al 1996.
La maggior parte delle esibizioni sono a dei concerti, ma alcune sono di vari show televisivi, come The Old Grey Whistle Test e Top of the Pops.
Come bonus, sono presenti alcuni video mai pubblicati (tra cui alcuni del concerto It's Alive), video musicali ed interviste.
It's Alive 1974-1996 è stato descritto così:
(Absolutepunk.net)

## Date di registrazione e località

### Disco uno
- Traccia 1 – 3 registrata al CBGB di New York, New York, Stati Uniti il 15 settembre, 1974
- Traccia 4 e 5 registrata a Max's Kansas City a New York, Stati Uniti il 18 aprile 1976
- Traccia 6 registrata a The Club a Cambridge, Massachusetts, Stati Uniti il 12 maggio 1976
- Traccia 7 e 8 registrata at Max's Kansas City a New York Stati Uniti l'8 ottobre 1976
- Traccia 9 e 10 registrata al My Father's Place di Roslyn, Stati Uniti il 13 aprile 1977
- Traccia 11 – 18 registrata al CBGB di New York, Stati Uniti l'11 giugno 1977
- Traccia 19 e 20 registrata al The Second Chance ad Ann Arbor, Stati Uniti il 26 giugno 1977
- Traccia 21 e 22 registrata al The Ivanhoe Theater a Chicago, Stati Uniti il 6 luglio 1977
- Traccia 23 e 24 registrata al The Early Show al The Armadillo in Austin, Stati Uniti il 14 luglio 1977
- Traccia 25 – 27 registrata al The Late Show al The Armadillo in Austin, Stati Uniti il 14 luglio 1977
- Traccia 28 – 30 registrata al Liberty Hall in Austin, Stati Uniti il 15 luglio 1977
- Traccia 31 e 32 registrata al Liberty Hall in Austin, Stati Uniti il 16 luglio 1977
- Traccia 33 – 36 registrata al Don Kirshner's Rock Concert a Los Angeles, Stati Uniti il 9 agosto 1977
- Traccia 37 – 39 registrata al The Camera Mart Stages a New York Stati Uniti il 3 settembre 1977
- Traccia 40 – 53 registrata al Rainbow Theatre a Londra, Inghilterra il 31 dicembre 1977

### Disco due
- Traccia 1 – 11 registrata al Musikladen a Brema, Germania il 13 settembre 1978
- Traccia 12 – 14 registrata al The Old Grey Whistle Test a Londra, Inghilterra il 19 settembre 1978
- Traccia 15 registrata a Top of the Pops a Londra, Inghilterra il 28 settembre 1978
- Traccia 16 e 17 registrate a Oakland, Stati Uniti il 28 dicembre 1978
- Traccia 18 – 20 registrata al Civic Center in San Francisco, Stati Uniti il 9 giugno 1979
- Traccia 21 e 22 registrate al The Old Grey Whistle Test in Londra, Inghilterra il 15 gennaio 1980
- Traccia 23 registrata a Top of the Pops a Londra, Inghilterra il 31 gennaio 1980
- Traccia 24 registrata al Sha Na Na Show a Los Angeles, Stati Uniti il 19 maggio 1980
- Traccia 25 registrata a Mandagsborsen a Stoccolma, Svezia il 26 ottobre 1981
- Traccia 26 e 27 registrate al TVE Musical Express a Madrid, Spagna il 17 novembre 1981
- Tracce 28 – 36 registrate all'US Festival a San Bernardino County Stati Uniti il 3 settembre 1982
- Traccia 37 e 38 registrate al The Old Grey Whistle Test a Londra, Inghilterra il 26 febbraio 1985
- Traccia 39 – 45 registrate a Obras Sanitarias a Buenos Aires, Argentina il 3 febbraio 1987
- Traccia 46 – 53 registrate al Provinssirock Festival a Seinäjoki, Finlandia il 4 giugno 1988
- Tracce 54 e 55 registrate al Rochester Institute of Technology a Rochester, Stati Uniti l'8 ottobre 1988
- Traccia 56 – 62 registrate al Rolling Stone Club a Milano, Italia il 16 marzo 1992
- Traccia 63 registrata a Top of the Pops a Londra, Inghilterra il 29 giugno 1995
- Tracce 64, 65 e 66 registrate all'Estadio Monumental Antonio Vespucio Liberti a Buenos Aires, Argentina il 16 marzo 1996

## Tracce

### DVD uno
1. Now I Wanna Sniff Some Glue
2. I Don't Wanna Go Down to the Basement
3. Judy Is a Punk
4. I Wanna Be Your Boyfriend
5. 53rd & 3rd
6. Chain Saw
7. Havana Affair
8. Listen to My Heart
9. I Remember You
10. Carbona Not Glue
11. Blitzkrieg Bop
12. Sheena Is a Punk Rocker
13. Beat on the Brat
14. Now I Wanna Sniff Some Glue
15. Rockaway Beach
16. Cretin Hop
17. Oh Oh I Love Her So
18. Today Your Love, Tomorrow the World
19. Rockaway Beach
20. Carbona Not Glue
21. Pinhead
22. Suzy Is a Headbanger
23. Commando
24. I Wanna Be Your Boyfriend
25. Now I Wanna Be a Good Boy
26. 53rd & 3rd
27. Today Your Love, Tomorrow the World
28. Loudmouth
29. I Remember You
30. Gimme Gimme Shock Treatment
31. Oh Oh I Love Her So
32. Today Your Love, tomorrow the World
33. Loudmouth
34. Judy Is a Punk
35. Glad to See You Go
36. Gimme Gimme Shock Treatment
37. Swallow My Pride
38. Pinhead
39. Sheena Is a Punk Rocker
40. Blitzkrieg Bop
41. I Wanna Be Well
42. Glad to See You Go
43. You're Gonna Kill That Girl
44. Commando
45. Havana Affair
46. Cretin Hop
47. Listen to My Heart
48. I Don't Wanna Walk Around With You
49. Pinhead
50. Do You Wanna Dance?
51. Now I Wanna Be a Good Boy
52. Now I Wanna Sniff Some Glue
53. We're a Happy Family

### Contenuti speciali
- Interviste

1. Dee Dee e Joey - The Beginning
2. Tommy - Forest Hills High School
3. Danny Fields - Revelations
4. Joey e Dee Dee - Influences
5. Joey e Danny - Artistic Growth
6. Violence?
7. What is Punk?
8. Tommy - How I learned to play drums and we got a record deal
9. Dee Dee - Coffee And Cigarettes
10. Johnny - Hard To Stop
11. Argentina - The First Time
12. Mandagsborgen
13. Sha Na Na Shenanigans

- Videoclip

1. It's Not My Place
2. The KKK Took My Baby Away
3. Somebody Put Something In My Drink (Rough Cut)

- Galleria di foto sul gruppo

### DVD due
1. Rockaway Beach
2. Teenage Lobotomy
3. Blitzkrieg Bop
4. Don't Come Close
5. I Don't Care
6. She's the One
7. Sheena Is a Punk Rocker
8. Cretin Hop
9. Listen to My Heart
10. I Don't Wanna Walk Around With You
11. Pinhead
12. Don't Come Close
13. She's the One
14. Go Mental
15. Don't Come Close
16. I'm Against It
17. Needles and Pins
18. I Want You Around
19. I'm Affected
20. California Sun
21. Rock 'n' Roll High School
22. Do You Remember Rock 'n' Roll Radio?
23. Baby I Love You
24. Rock 'n' Roll High School
25. We Want the Airwaves
26. This Business Is Killing Me
27. All Quiet on the Eastern Front
28. Do You Remember Rock 'n' Roll Radio?
29. Gimme Gimme Shock Treatment
30. Rock 'n' Roll High School
31. I Wanna Be Sedated
32. Beat on the Brat
33. The KKK Took My Baby Away
34. Here today, Gone tomorrow
35. Chinese Rocks
36. Teenage Lobotomy
37. Wart Hog
38. Chasing the Night
39. Blitzkrieg Bop
40. Freak Of Nature
41. Crummy Stuff
42. Love Kills
43. I Don't Care
44. Too Tough to Die
45. Mama's Boy
46. I Don't Want You Anymore
47. Weasel Face
48. Garden Of Serenity
49. I Just Want to Have Something to Do
50. Surfin' Bird
51. Cretin Hop
52. Somebody Put Something in My Drink
53. We're a Happy Family
54. Do You Remember Rock 'n' Roll Radio?
55. Wart Hog
56. Psycho therapy
57. I Believe in Miracles
58. I Wanna Live
59. My Brain Is Hanging Upside Down (Bonzo Goes to Bitburg)
60. Pet Sematary
61. Animal Boy
62. Pinhead
63. I Don't Want to Grow Up
64. I Wanna Be Sedated
65. R.A.M.O.N.E.S.
66. Blitzkrieg Bop

## Formazione
- Joey Ramone - voce
- Johnny Ramone - chitarra
- Dee Dee Ramone - basso e voce (1974-1989)
- Tommy Ramone - batteria
- Marky Ramone - batteria (1978-1983, 1987-1996)
- Richie Ramone - batteria e voce (1983-1987)
- Elvis Ramone - batteria (1987)
- C.J. Ramone - basso e voce (1989-1996)